# Culture Kouro-Araxe
La culture Kouro-Araxe est une culture archéologique qui s'est développée à l'âge du Bronze, entre environ 3 400 et 2 000 ans av. J.-C., essentiellement dans le sud du Caucase, dans l'est de l'Anatolie et dans le nord-ouest de l'Iran,. Son nom lui vient des deux principaux fleuves du sud du Caucase, la Koura et l'Araxe. Elle se distingue des cultures qui la précédent et lui succèdent ainsi que des cultures voisines par des productions matérielles très spécifiques (poteries, objets en métal, architecture) et des pratiques sociales originales (traditions funéraires et cultuelles).

## Chronologie et aire de développement

### Origines
Les étapes formatives du complexe culturel Kouro-Araxe, les dates et les circonstances de son développement ont longtemps été débattus.
Il a été suggéré que la culture de Sioni, qui se développe dans l'est de la Géorgie autour de 4000 av. J.-C. représentait peut-être une transition entre la culture de Shomutepe-Shulaveri et la culture Kouro-Araxe,. Les zones de Karthli et de Kakhétie dans le bassin de la rivière Sioni sont en effet considérées comme celles ayant livré les plus anciennes attestations de la culture kouro-araxe. Cette dernière se serait donc formée localement à partir des traditions des communautés locales tout en incorporant des traditions et des influences culturelles d'autres régions. Cependant, selon Giulio Palumbi, la céramique rouge et noire typique de cette culture serait originaire d'Anatolie orientale, puis se serait diffusée vers le Caucase où elle se serait mélangée aux traditions locales.

### Chronologie
Certains chercheurs ont proposé que les plus anciennes manifestations de la culture Kouro-Araxe remontent au moins aux derniers siècles du Ve millénaire av. J.-C. Cette hypothèse est basée sur les données récentes obtenues lors des fouilles d'Ovçular Tepesi, (Nakhitchevan Tepe), un site de l'Âge du cuivre (Chalcolithique) récent au Nakhitchevan, près de la rivière Arpaçay. Toutefois, les données de ce site semblent peu cohérentes avec le cadre général de cette culture. De la même manière, le site de Berikldeebi en Géorgie a longtemps été considéré comme un des plus anciens de cette culture car des tessons de céramique typiques du Kouro-Araxe ont été découverts dans un niveau de la première moitié du IVe millénaire av. J.-C. Toutefois, ces tessons sont rares et leur attribution chronologique un peu douteuse. Les dates avérées les plus anciennes de cette culture se situent autour de 3600 / 3500 av. J.-C. À Sos Höyük (tr), dans la province d'Erzurum en Turquie, les plus anciennes formes de la poterie Kouro-Araxe ont été découvertes en association avec des poteries locales dans des niveaux datés entre 3500 et 3000 av. J.-C.. Les sites de cette culture se multiplient rapidement, par exemple Chobareti dans le sud de la Géorgie et Sos Höyük dans le nord-est de la Turquie, où des éléments de la culture kouro-araxe apparaissent au moins dès 3400-3300 av. J.-C, ou encore d'autres sites en Arménie et en Azerbaïdjan. Cette culture prend fin à différentes dates selon les régions, entre 2700 / 2600 av. J.-C. et 2000 av. J.-C.. La cause de sa disparition n'est pas claire et pourrait être due à l'intrusion de peuples des steppes du nord.

### Phases
Plusieurs phases ont été distinguées :
- Kouro-Araxe I : entre 3600/3500 et 2900 av. J.-C. : elle se caractérise par l'homogénéité des poteries entre toutes les régions.
- Kouro-Araxe II : on observe une fragmentation régionale dans les styles de poterie (formes et décors).

### Aire de développement
Ses premières traces apparaissent dans les zones de Karthli et de Kakhétie en Géorgie (partie orientale du pays). Rapidement, des éléments de cette culture se développent dans les régions occidentales, jusqu'à la plaine d'Erzurum, dans le sud-ouest, en Cilicie, jusque dans la région du lac de Van en Turquie, et dans le bassin du lac d'Ourmia en Iran, avec des sites comme Godin Tepe, et dans l'ensemble du sud du Caucase (Arménie, Azerbaïdjan) jusqu'au Daghestan. À son apogée, elle couvre l'Arménie, l'Azerbaïdjan, la Tchétchénie, le Daghestan, la Géorgie, l'Ingouchie, l'Ossétie du Nord, certaines parties de l'Iran et de la Turquie,,. On retrouve des aspects kouro-araxes également jusqu'en Syrie (vallée de l'Amouq (en), vers Antioche/Antakya), et jusqu'en Palestine.

## Mode de vie
La population était avant tout constituée d'agriculteurs-éleveurs. L'élevage des bovins et des moutons et, dans une moindre mesure, des chèvres, constituait une des principales activités. L'élevage des chevaux s'est développé durant une phase tardive mais était sans doute présent dès le départ,. L'importance des cultures témoigne d'un mode de vie sédentaire dans la plupart, sinon toutes, les régions sur lesquelles s'étend cette culture. La viticulture en lien avec la production de vin est attestée dès cette période et témoigne de la persistance de pratiques déjà anciennes dans cette région. Stephen Batiuk suppose d'ailleurs que cette pratique a été diffusée par la population kouro-araxe vers la Mésopotamie, l'Anatolie et le Levant. La diffusion du vase à boire, comme ceux de Khirbet Kerak, mais aussi celle des larges vases utilisés pour la fermentation du raisin, est en effet clairement liée à l'extension de cette culture. Une partie de la population était également spécialisée dans différentes activités, notamment artisanales (métallurgie, poterie, etc.). Certaines productions étaient distribuées sur de grandes distances, parfois au-delà de l'aire de développement de la culture kouro-araxe. À l'inverse, de nombreuses découvertes témoignent d'échanges avec les régions voisines, notamment la Mésopotamie.

## Occupation du territoire et habitat

### Occupation du territoire
Dans la très grande majorité des cas, les sites de la culture kouro-araxe ont été fondés ex nihilo. Il n'y a aucune continuité dans les modalités d'occupation du territoire par rapport au Chalcolithique. Cette rupture entre les deux périodes a paradoxalement peut-être été favorisée par les conditions climatiques plus arides à partir de 3300 av. J.-C. qui auraient rendu les hautes-terres du Caucase plus favorables à la culture des céréales. On observe en effet une fréquentation plus intensive et permanente des zones montagneuses, avec des sites situés au-delà de 1500 m d'altitude dès la seconde moitié du IVe millénaire av. J.-C.,.

### Les villages et l'habitat

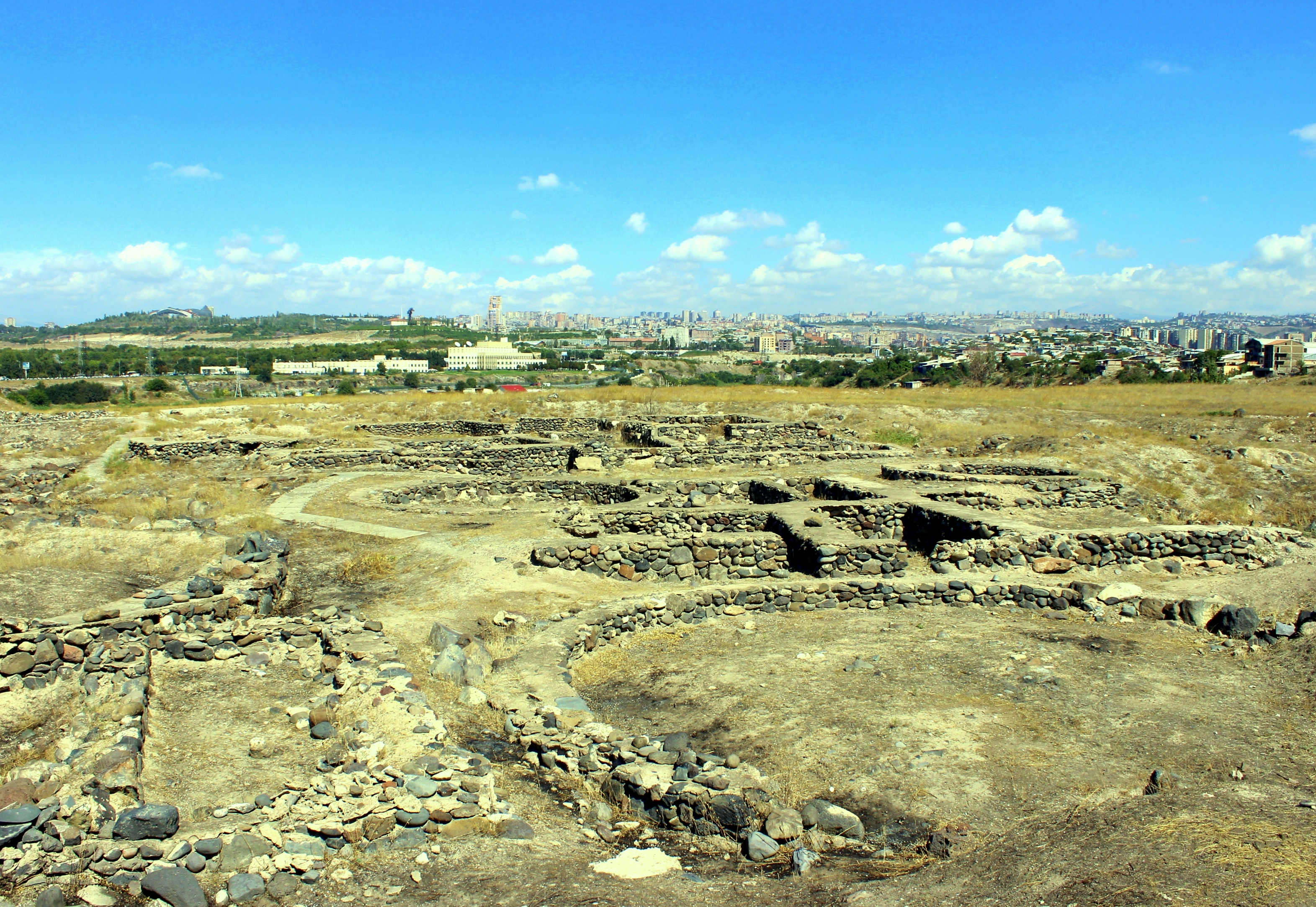
Site de Shengavit (Arménie)

Les villages étaient le plus souvent de petite dimension. Le site de Shengavit fait exception. Il constitue une des principales occupations de la culture Kuro-Araxe dans la région d'Erevan en Arménie. Ce vaste village de 6 ha a été occupé entre 3200 et 2500 av. J.-C. environ. Il était encore occupé après la fin de cette culture, jusque vers 2200 av. J.-C.
Les structures des sites d'habitat ne montrent que peu de différences entre elles : il n'y a pas de bâtiments qui se distinguent clairement par leur taille ou leur plan. Toutefois, il existe une grande variété dans les techniques de construction et dans le plan des villages. Plusieurs sites étaient entourés de murs de pierre. Les maisons, quant à elles, étaient bâties en briques de terre crue. Au début de la culture Kouro-Araxe, elles étaient rondes, puis progressivement elles sont devenues subrectangulaires. Dans la phase la plus ancienne, elles étaient structurées en une ou deux pièces, et se distinguaient donc des habitations à pièces multiples de la fin du Chalcolithique. Cette évolution du plan des maisons entre les deux périodes suggère également un changement dans l'organisation de la vie quotidienne. Au cours de la culture kouro-araxe, on observe cependant des évolutions dans certaines régions : on trouve des maisons constituées de pièces multiples organisées autour d'un espace ouvert, on trouve également des structures aux murs rectilignes.

## Productions matérielles

### Céramique

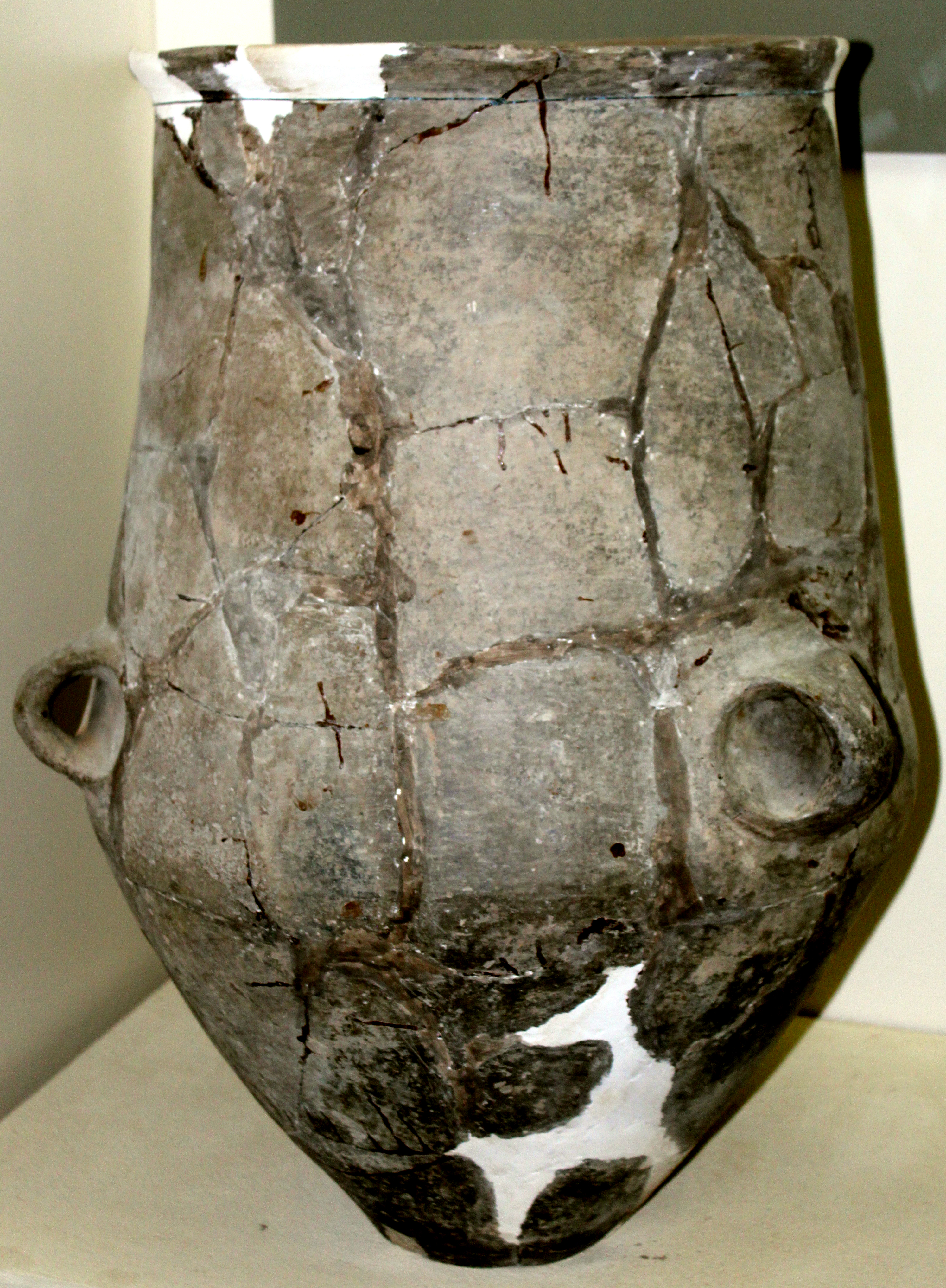
Vase kouro-araxe, Təpəyatağı (Azerbaïdjan

La céramique caractéristique de la culture kouro-araxe, de très bonne qualité, est de couleur rouge et noire. La forme des pots se distingue de celle des pots des cultures chalcolithiques précédentes. Ces nouvelles formes suggèrent des usages différents et des traditions culinaires distinctes, par exemple l'importance des aliments bouillis de type ragout. La poterie associée aux sites Kouro-Araxe est très distinctive et se retrouve dans toute l'aire d'extension de cette culture, et même au-delà. Les poteries étaient peintes en noire et rouge et portaient des motifs géométriques. De tels vases ont été découverts très loin au sud jusqu'en Syrie et en Israël et très loin au nord, jusqu'au Daghestan et en Tchétchénie. Les techniques et méthodes de réalisation des poteries impliquent des traditions différentes et un investissement différent de celles des cultures précédentes, ainsi, les surfaces des vases sont très soigneusement préparées.

### Métallurgie
Au début de la culture Kouro-Araxe, le métal était rare. En comparaison, la culture pourtant plus ancienne de Leilatepe se caractérisait par des traditions métallurgiques nettement plus sophistiquées. Pourtant, par la suite, cette culture a développé ses propres traditions métallurgiques et se caractérisait par un développement important de la métallurgie dont l'influence sur les régions voisines fut très importante. Les artisans travaillaient plusieurs matériaux, notamment le cuivre, l'arsenic, l'argent, l'or, l'étain et le bronze. Des éléments de parure étaient réalisés dans différents métaux. Les objets en métal produits dans les sites Kouro-Araxe se retrouvent au nord jusque dans les bassins de la Volga, du Dniepr, du Don, et au sud jusqu'en Syrie et en Palestine, et jusque vers l'ouest de l'Anatolie. Parmi les objets caractéristiques produits par les artisans de cette période, les chenets se distinguent par leur fréquence et certains se caractérisent par la présence de figures anthropomorphes et zoomorphes, sans doute en lien avec certaines croyances.

### Outillage en roche taillée
L'outillage en roche taillée était nettement moins abondant que durant les phases précédentes. Néanmoins, on trouve à cette période des éléments façonnés dans des roches siliceuses destinés à être emmanchés dans des faucilles. L'obsidienne faisait encore l'objet d'une distribution importante, elle était employée notamment dans la réalisation de pointes de flèche dont certaines, découvertes dans des tombes, se distinguent par leur qualité de réalisation exceptionnelle.

### Autres productions matérielles

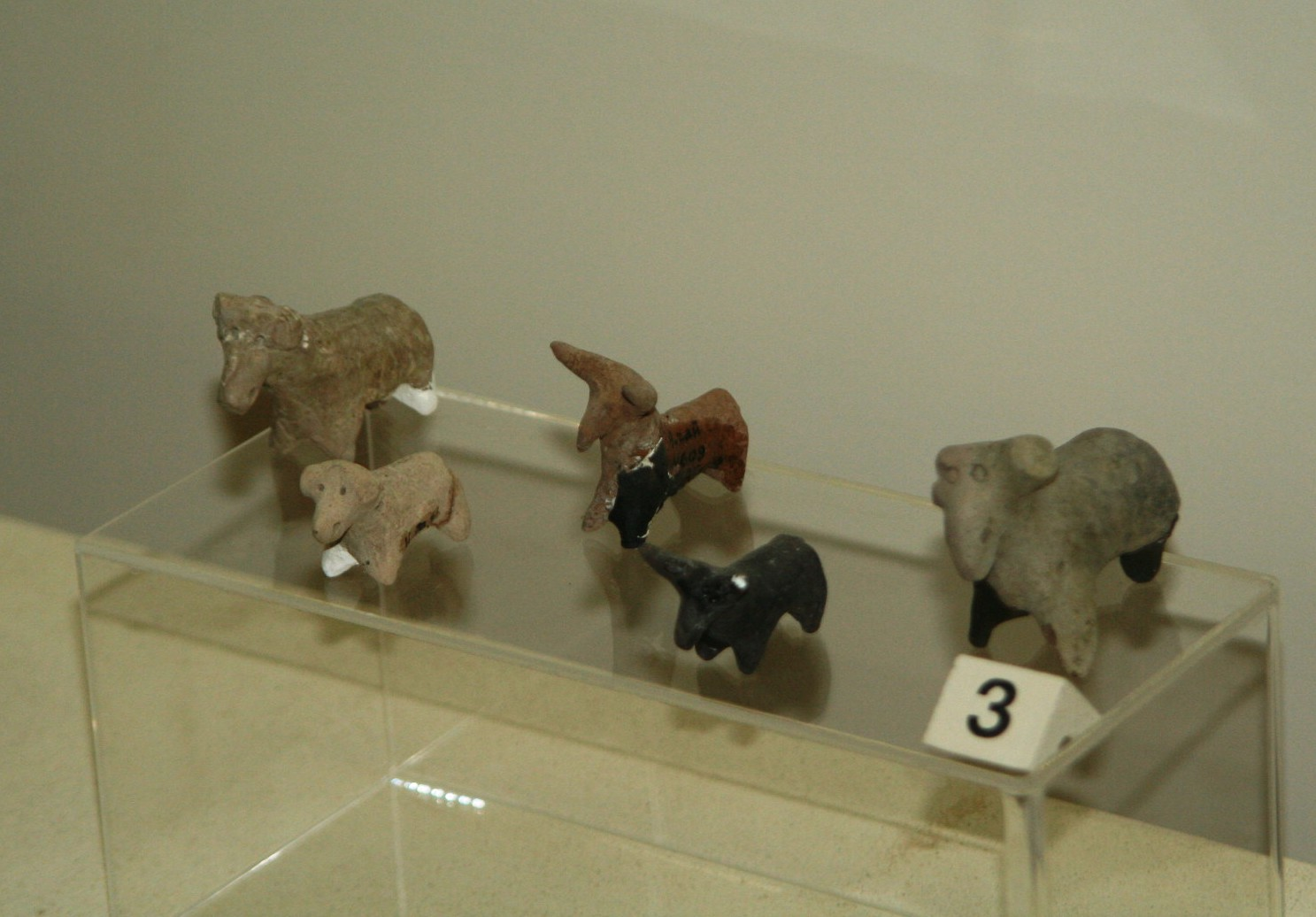
Figurines en terre-cuite d'animaux découvertes à Kultepe I et Babadervis

Les productions matérielles liées à la culture kouro-araxe sont particulièrement variées. On trouve par exemple des figurines en terre-cuite dans de nombreux sites. Elles représentent le plus souvent des animaux de manière plus ou moins réalistes. Les éléments de parure et d'ornements sont fréquents. On note la présence de spirales à cheveux et d'épingles à double spirale caractéristiques.

## Pratiques funéraires et rituelles
Les pratiques funéraires sont extrêmement variées, à l'image des autres composantes de la culture matérielle, et diffèrent de celles du Chalcolithique. On trouve des tombes simples, et des tombes sous tumulus (kourganes), ces derniers étant parfois entourés d'un cromlech. Il y a également des différences dans la position des corps. Certaines pratiques funéraires impliquent même des crémations. On observe également le développement d'inhumations collectives. Les tombes à ciste ou à chambre rectangulaire apparaissent pour la première fois dans le sud du Caucase autour de 3350 av. J.-C., en fort contraste avec les tombes en fosse ou en jarre très communes durant le Chalcolithique. Elles se concentrent dans les hautes terres d'Arménie et en Géorgie centrale. Les kourganes, apparus dès le Chalcolithique, se développent fortement durant cette période, mais seulement dans certaines régions, comme la basse vallée de la Koura. En Azerbaïdjan, contrairement aux monuments anciens, ceux de la période kouro-araxe sont destinés à l'inhumation de plusieurs individus. Durant le IIIe millénaire av. J.-C., sur la rive gauche de la rivière Alazani dans le nord de la Géorgie, un groupe de kourganes se distingue par la richesse remarquable des objets qui ont été déposés auprès des défunts. Ces sépultures correspondent à la période Martkopi. Les tumulus mesurent souvent 20-25 m de haut pour 200-300 mm de diamètre. Ils contiennent une multitude d'objets, notamment des éléments de parure en or et en argent.

## Organisation sociale
On n'observe aucune organisation centralisée de l'occupation du territoire : il n'y a pas de véritables sites majeurs dont dépendraient des sites secondaires. Au sein de chaque site, aucune structure ne se distingue, la maisonnée semble avoir constitué le maillon de base de l'organisation sociale. Alors que durant le Chalcolithique, certaines sépultures individuelles étaient dotées d'un très riche mobilier, suggérant une hiérarchisation marquée de la société, dans le Kouro-Araxe, les sépultures, collectives, livrent un mobilier très homogène, généralement dépourvu de biens "exotiques" ou de prestige.
L'ensemble de ces éléments suggère donc que, contrairement aux cultures chalcolithiques, la culture Kouro-Araxe se caractérise par une organisation sociale très peu différenciée, voire égalitaire.